# Withers A. Burress
Withers Alexander „Pinky“ Burress (* 24. November 1894 in Richmond, Virginia; † 13. Juni 1977 in Arlington County, Virginia) war ein US-amerikanischer Generalleutnant der US Army, der unter anderem während des Zweiten Weltkrieges als Kommandeur der 100. Infanteriedivision im März 1945 an der Operation Undertone teilnahm, mit der die Pfalz, Teile des Rheinlandes und die während Unternehmen Nordwind zeitweilig verlorenen Gebiete des nördlichen Elsass und Lothringens unter alliierte Kontrolle kamen. Zuletzt war er zwischen 1953 und 1954 Kommandierender General der Ersten US-Armee (First US Army).

## Leben

### Offiziersausbildung, Erster Weltkrieg und Zwischenkriegszeit
Withers Alexander „Pinky“ Burress, Sohn von John Woodfin Burress und dessen Ehefrau Susie Withers Burress, begann nach dem Schulbesuch ein Studium am Virginia Military Institute (VMI), das er 1914 mit einem Bachelor of Science beendete. Am 30. November 1916 wurde er als Leutnant der Infanterie in das reguläre Armee übernommen und nach Kriegseintritt der Vereinigten Staaten in den Ersten Weltkrieg am 6. April 1917 zum 23. Infanterieregiment (23rd Infantry Regiment) versetzt. In diesem Regiment, das später Teil der 2. Infanteriedivision (2nd Infantry Division) wurde, wurde er Assistierender Operationsoffizier und nahm in der Folgezeit an verschiedenen größeren Gefechtseinsätzen an der Westfront wie dem Gefecht von Château-Thierry (18. Juli 1918), der Schlacht an der Marne (5. Juli bis 6. August 1918) sowie der Schlacht von St. Mihiel (12. bis zum 15. September 1918) teil. Er blieb auch nach Kriegsende in Frankreich stationiert, ehe er am 2. November 1919 im ständigen Dienstgrad (Permanent Rank) als Hauptmann zurück.
In der Zwischenkriegszeit fand Burress Verwendungen als Offizier bei verschiedenen Schulen und Einheiten. Nach Besuchen der US Army Infantry School in Fort Benning, des Command and General Staff College (CGSC) in Fort Leavenworth und des US Army War College in den Washington Barracks war er Professor für Militärwissenschaften und Taktik sowie zwischen 1935 und 1940 Kommandant des Virginia Military Institute. Er erhielt in dieser Verwendung am 18. März 1939 seine Beförderung zum Oberstleutnant.

### Zweiter Weltkrieg und Nachkriegszeit
Nach einer Verwendung im US-Kriegsministerium wurde „Pinky“ Burress am 14. Oktober 1941 zum Oberst befördert und war danach zwischen dem 29. Oktober 1941 und Frühjahr 1942 Assistierender Kommandant der US Army Infantry School in Fort Benning. Nachdem er am 13. März 1942 zum Brigadegeneral befördert worden war, fand er zwischen Frühjahr und November 1942 Verwendung bei den auf Puerto Rico stationierten Truppen (Puerto Rican Department). Am 9. August 1942 wurde er zum Generalmajor befördert und übernahm im November 1942 den Posten als Kommandeur der 100. Infanteriedivision (100th Infantry Division) und behielt diese Funktion bis zum Ende des Zweiten Weltkrieges. Im Dezember 1944 versuchten amerikanische Truppen vergeblich, Bitsch einzunehmen. Sie mussten die südliche Umgebung der Stadt und das gesamte Gebiet ostwärtig davon zwischen Lauter und Moder bei einem taktischen Rückzug im Zuge der deutschen Silvesteroffensiven wieder räumen. Im März 1945 nahm er mit der an der Operation Undertone teil, mit der die Pfalz, Teile des Rheinlandes und die während Unternehmen Nordwind zeitweilig verlorenen Gebiete des nördlichen Elsass und Lothringens unter alliierte Kontrolle kamen. Am 15. März 1945, dem ersten Tag der Operation Undertone, rückten US-Truppen nach Bitsch vor und nahmen die Stadt bald darauf ein. Kurz darauf kam es ab dem 3. April 1945 zu einer neuntägigen Belagerung von Heilbronn, die am 12. April 1945 mit der Besetzung der Stadt durch die 100. Infanteriedivision endete. Anschließend zogen die Verbände weiter nach Stuttgart.
Nach Kriegsende übernahm Withers A. Burress im September 1945 von Generalmajor William Henry Harrison Morris, Jr. zunächst den Posten als Kommandierender General des VI. US-Korps (VI Corps), den er aber nur bis zur Auflösung dieses Korps am 10. Januar 1946 innehatte. Daraufhin war er zwischen dem 14. Februar und dem 28. August 1946 Generalinspekteur der US-Streitkräfte Europa USFET (US Forces European Theater) beziehungsweise vom 15. März bis zum 16. April 1947 Assistierender Chef des Stabes für Nachrichtendienst (Assistant Chief of Staff (G-2 Intelligence)) des daraus hervorgegangenen US-Kommando Europa EUCOM (European Command). Daraufhin war er als Nachfolger von Generalmajor Ernest N. Harmon zwischen Mai 1947 und Juli 1948 Kommandeur der Militärpolizei in Deutschland (US Constabulary). Im Juli 1948 kehrte er in die USA zurück und war als Nachfolger von Generalmajor John W. O’Daniel bis zu seiner Ablösung durch Generalmajor John H. Church im Januar 1951 Kommandant der US Army Infantry School in Fort Benning.
Nach einer kurzen Verwendung als Kommandant von Camp Atterbury, einem Standort in Indiana, wurde Buress im Juni 1951 Kommandierender General des wieder geschaffenen VII. US-Korps (VII Corps) und hatte diesen Posten bis zu seiner Ablösung durch Generalmajor James M. Gavin. 1953 wurde Vertreter des Heeres im Militärischen Stabsausschuss der Vereinten Nationen. Zuletzt wurde Generalleutnant „Pinky“ Burress am 1. Januar 1953 Nachfolger von Generalleutnant Willis D. Crittenberger als Kommandierender General der Ersten US-Armee (First US Army). Diesen Kommandeursposten hatte er bis zu seinem Eintritt in den Ruhestand im November 1954 inne, woraufhin Generalleutnant Thomas W. Herren seine Nachfolge antrat. Zugleich war er zwischen 1953 und 1954 Standortkommandant von Fort Jay auf Governors Island in der Upper New York Bay.
Er war mit Virginia Collier Chappell Burress verheiratet, die bereits 1974 verstarb. Nach seinem Tode wurde er auf dem Nationalfriedhof Arlington beigesetzt.

## Auszeichnungen
Auswahl der Dekorationen, sortiert in Anlehnung an die Order of Precedence of Military Awards:
- Army Distinguished Service Medal
- Silver Star
- Legion of Merit
- Bronze Star